# 집옥재
집옥재(集玉齋)는 경복궁의 제일 북쪽 신무문(神武門) 안 동쪽에 있는 고종의 서재(書齋). 높은 기단 위에 세워진 정면 5간, 측면 3간의 단층 맞배집이며 다포(多包)집이다. 앞면의 퇴간은 향교(鄕校)나 대성전(大成殿) 등에서 볼 수 있는 기둥만으로 이루어진 개방된 형식이며 이 점은 고형(鼓形)인 초석(礎石) 세부에 여러 이형(異形) 장식물, 특히 박공마루 밑 지붕에 접근시켜 쌓은 전벽(塼壁) 등과 함께 중국 건물의 양식을 따른 이식(異式) 건물임을 알 수 있다.

## 사진

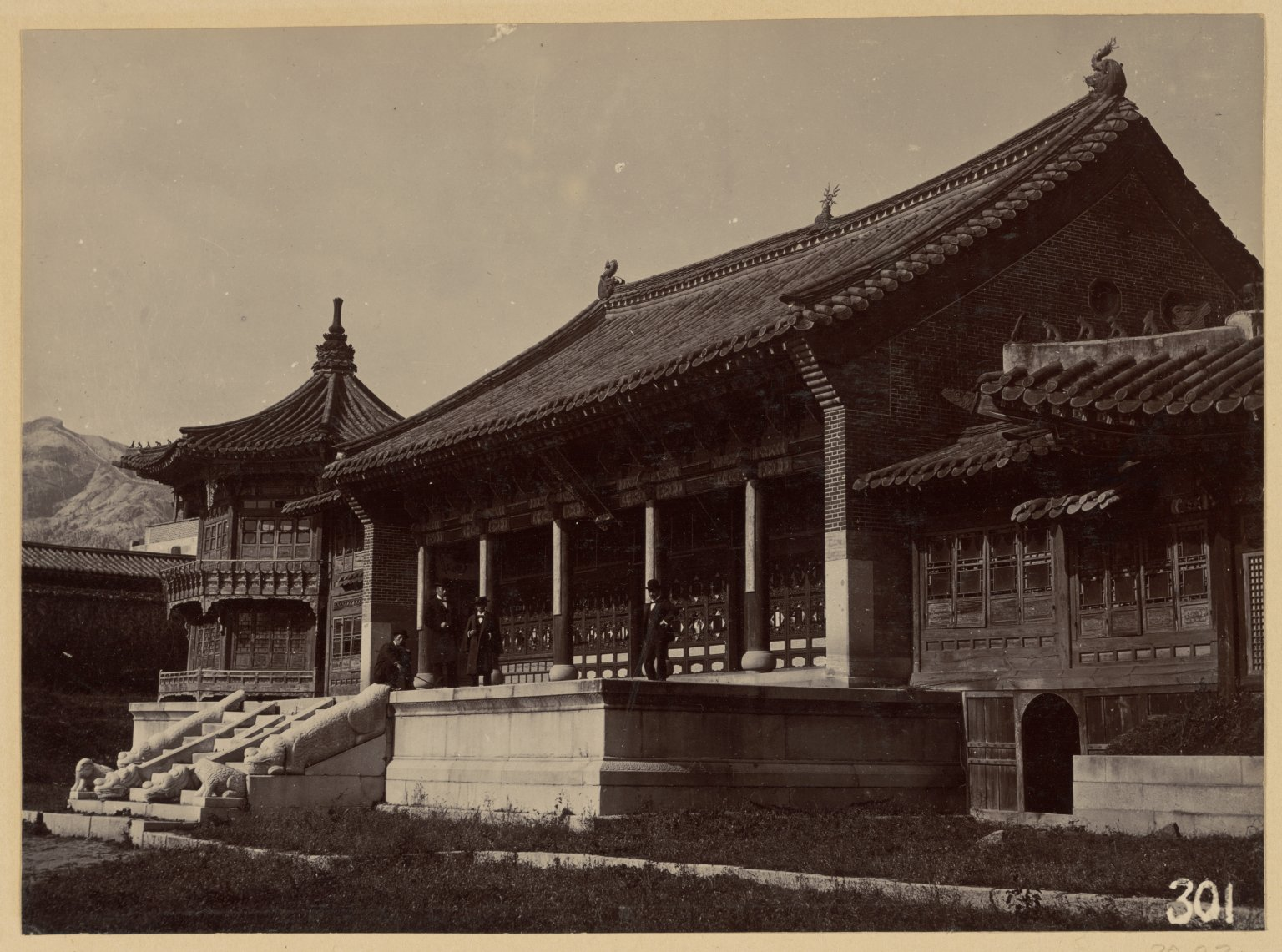
1900년대
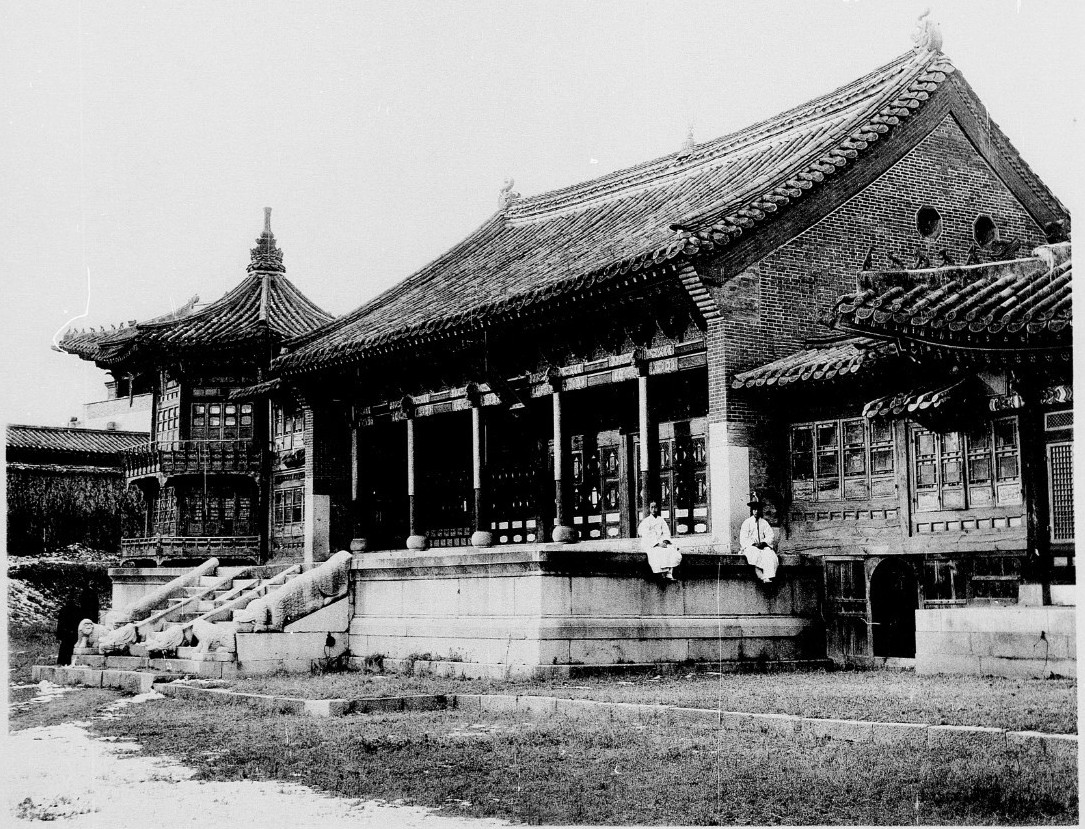
1900년대
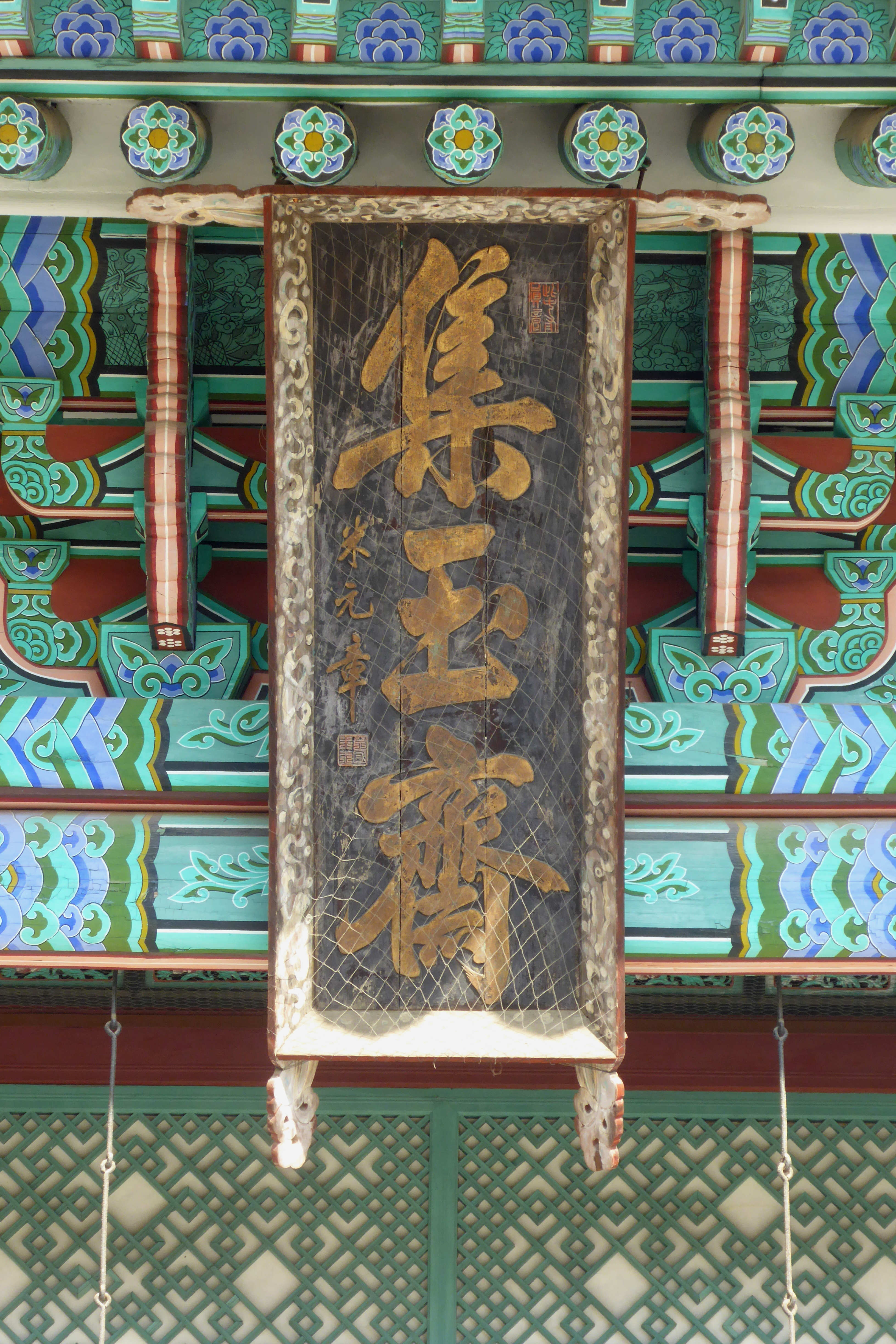
현판
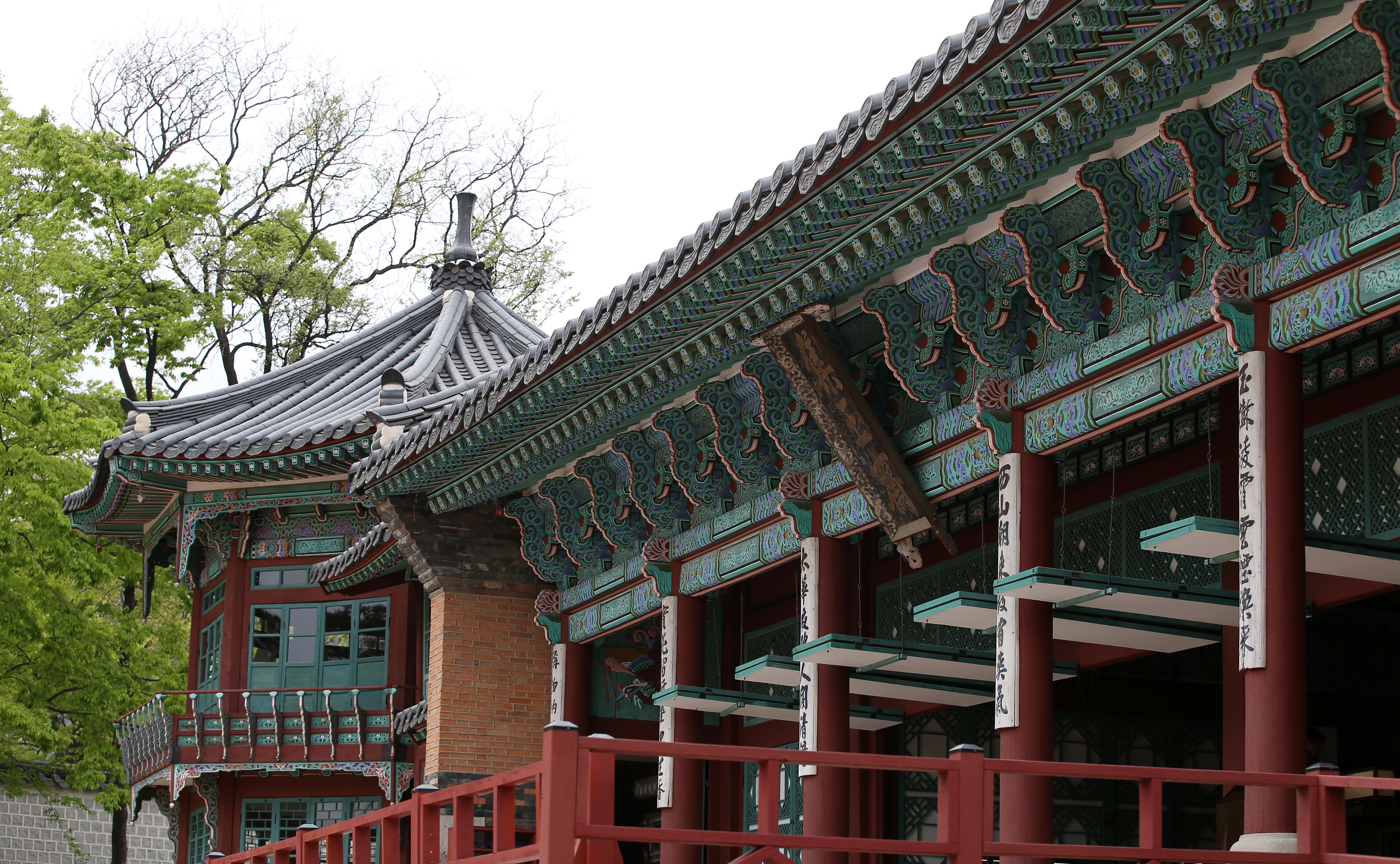
처마
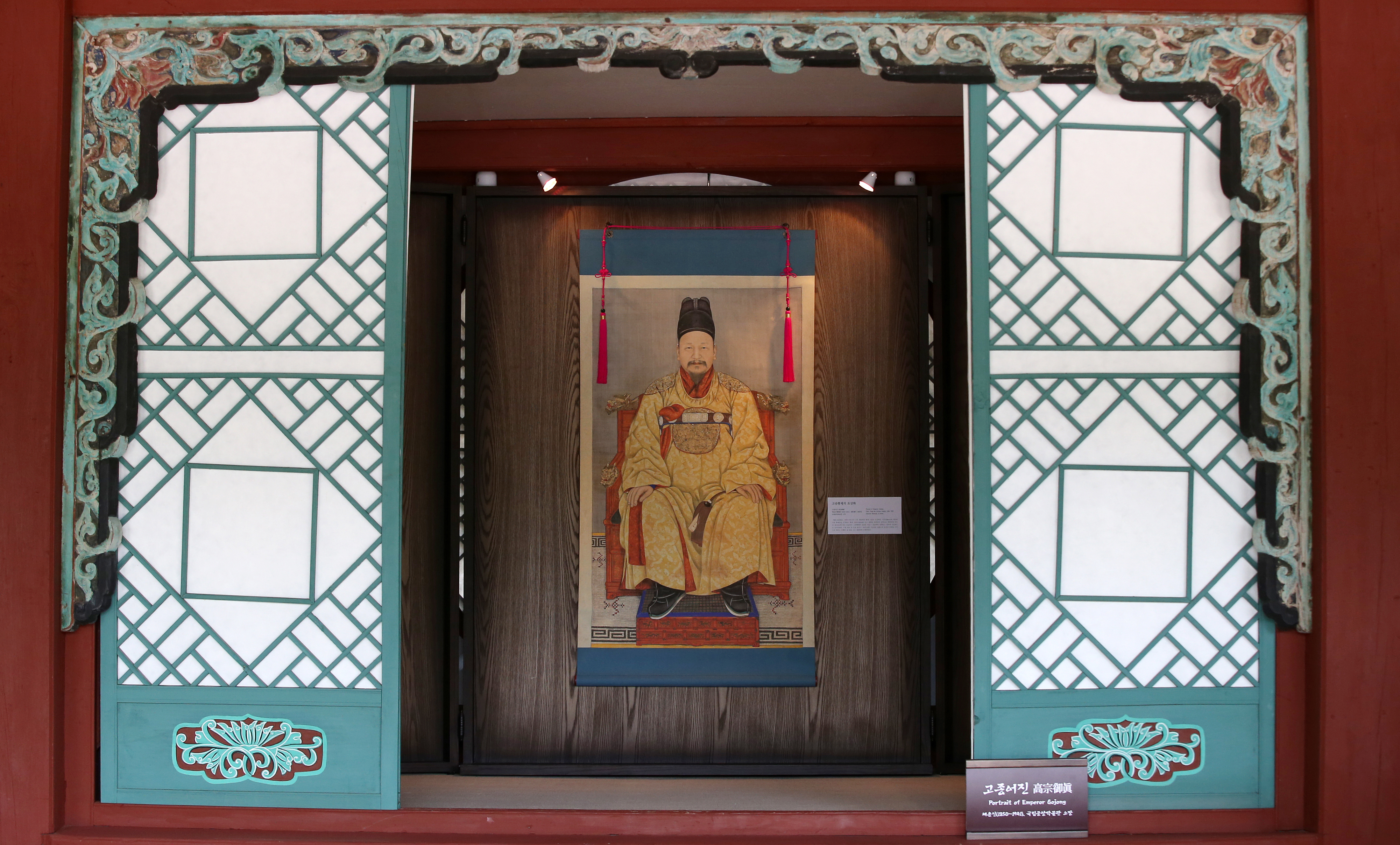
고종 어진
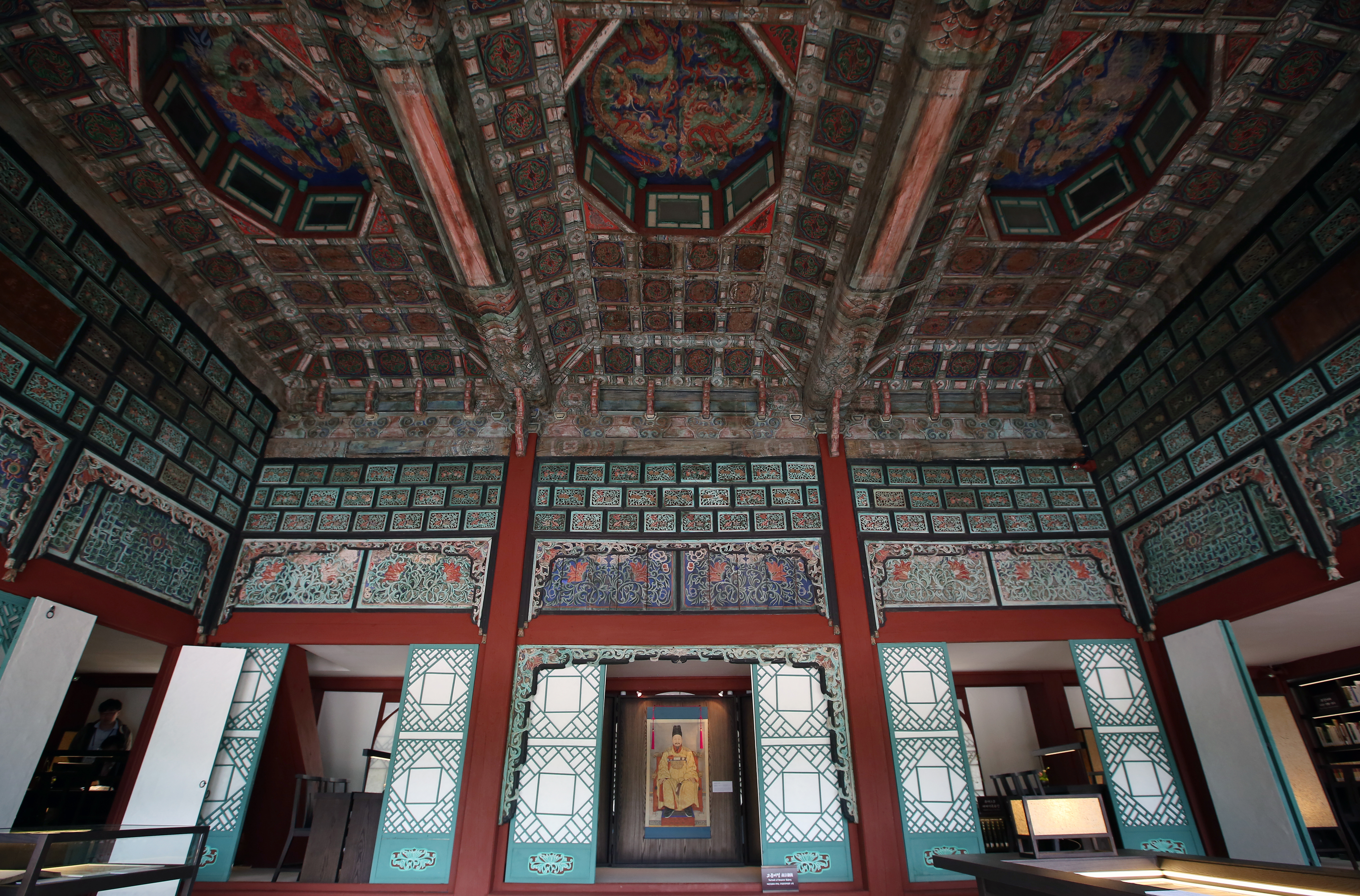
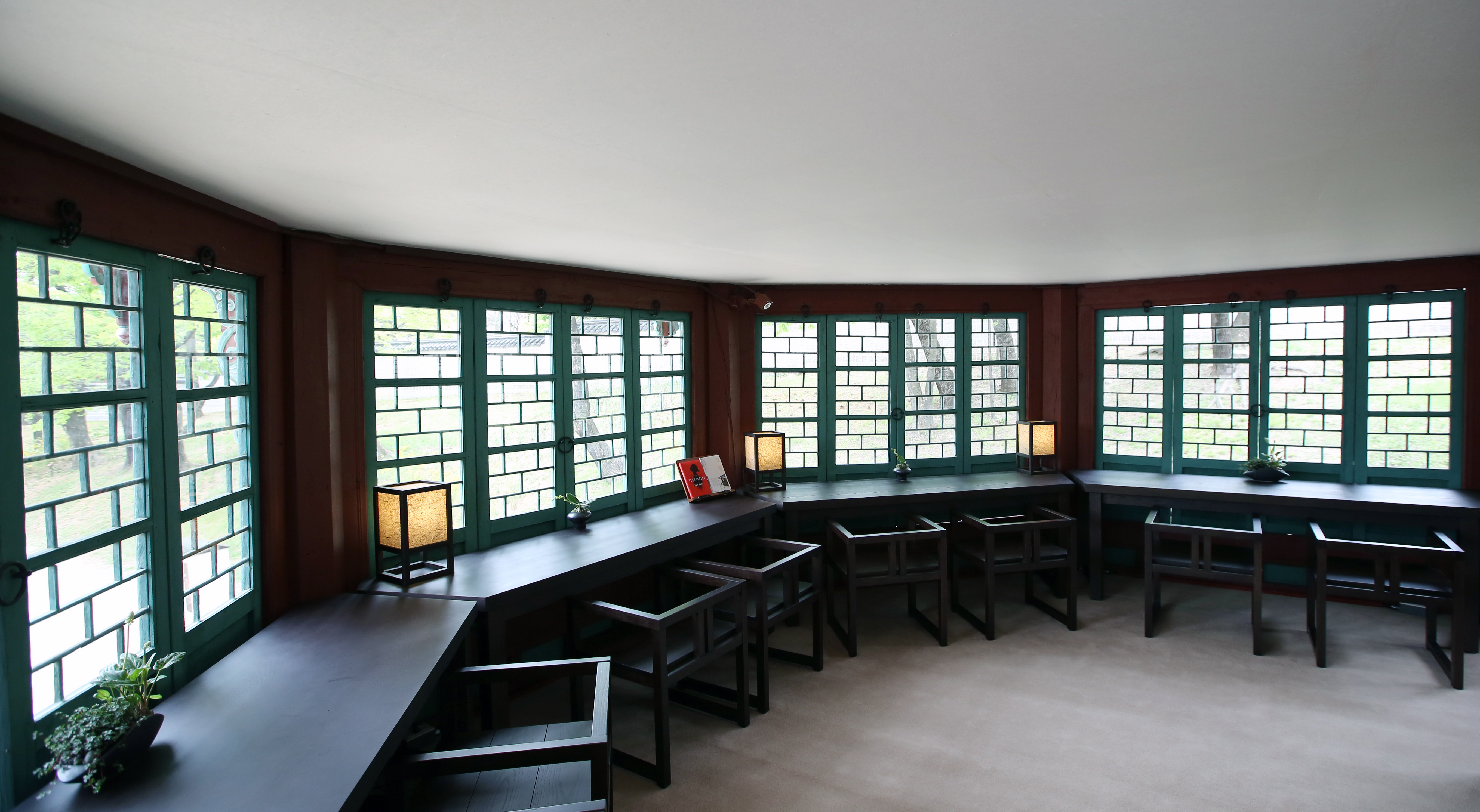
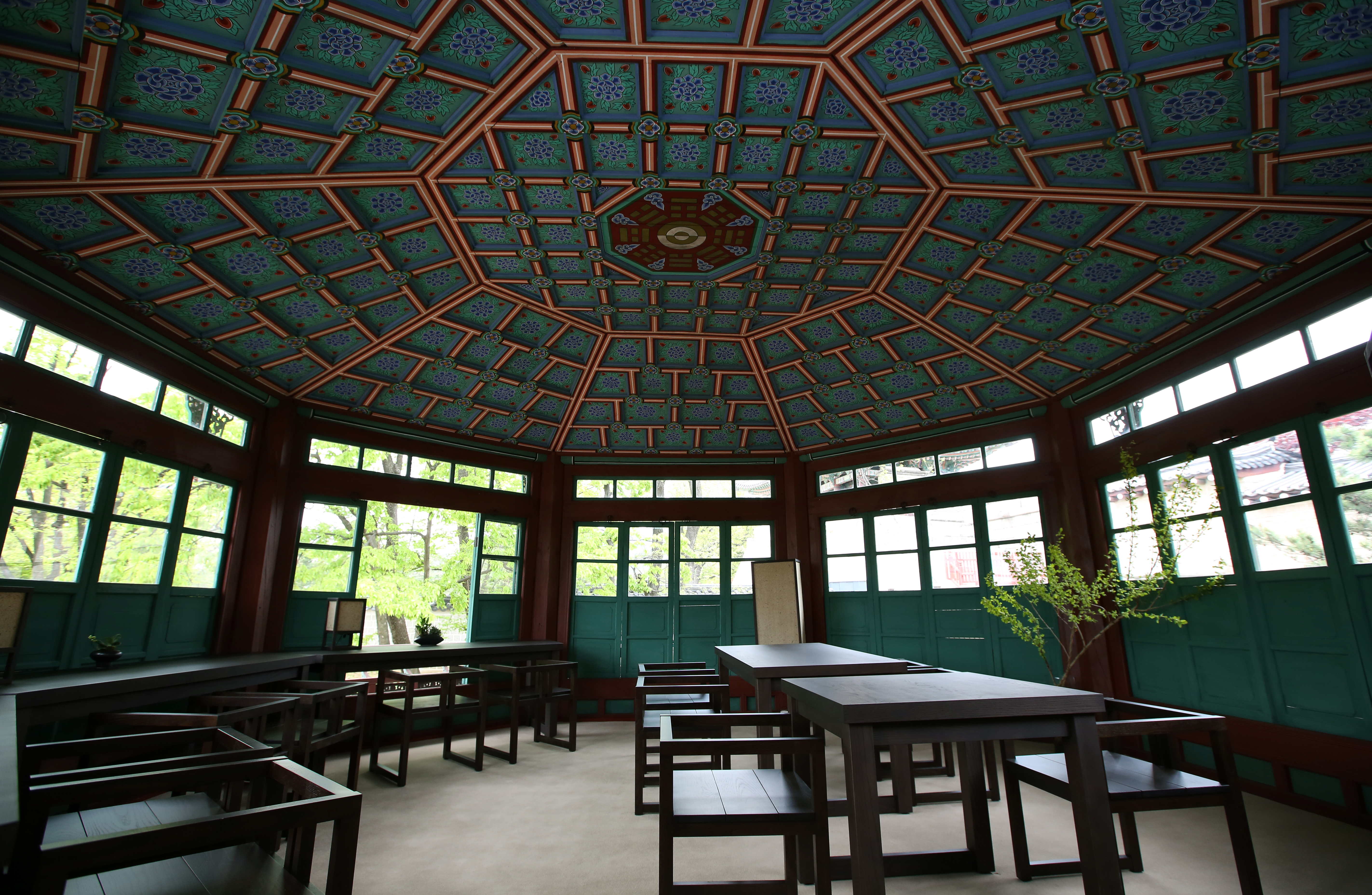
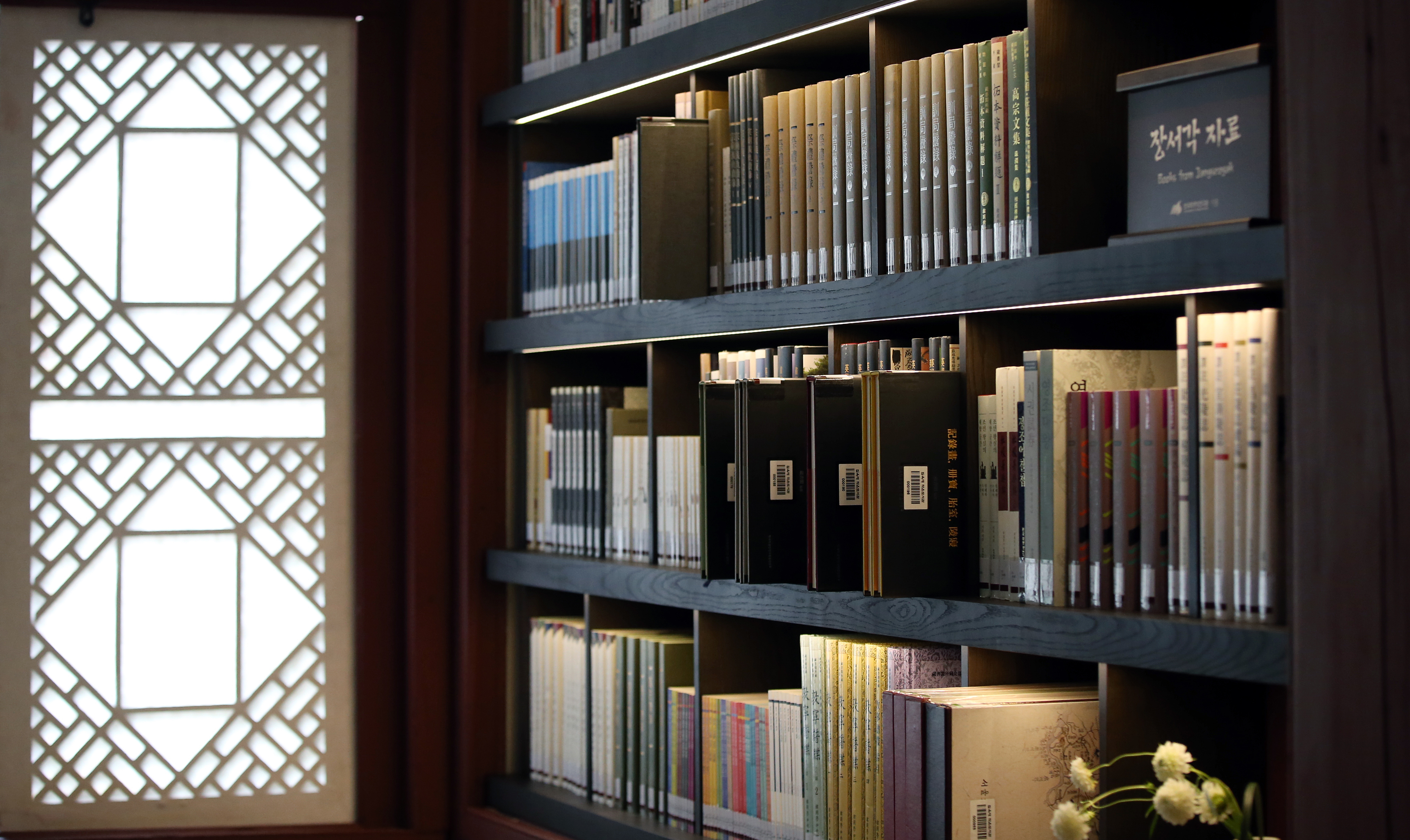
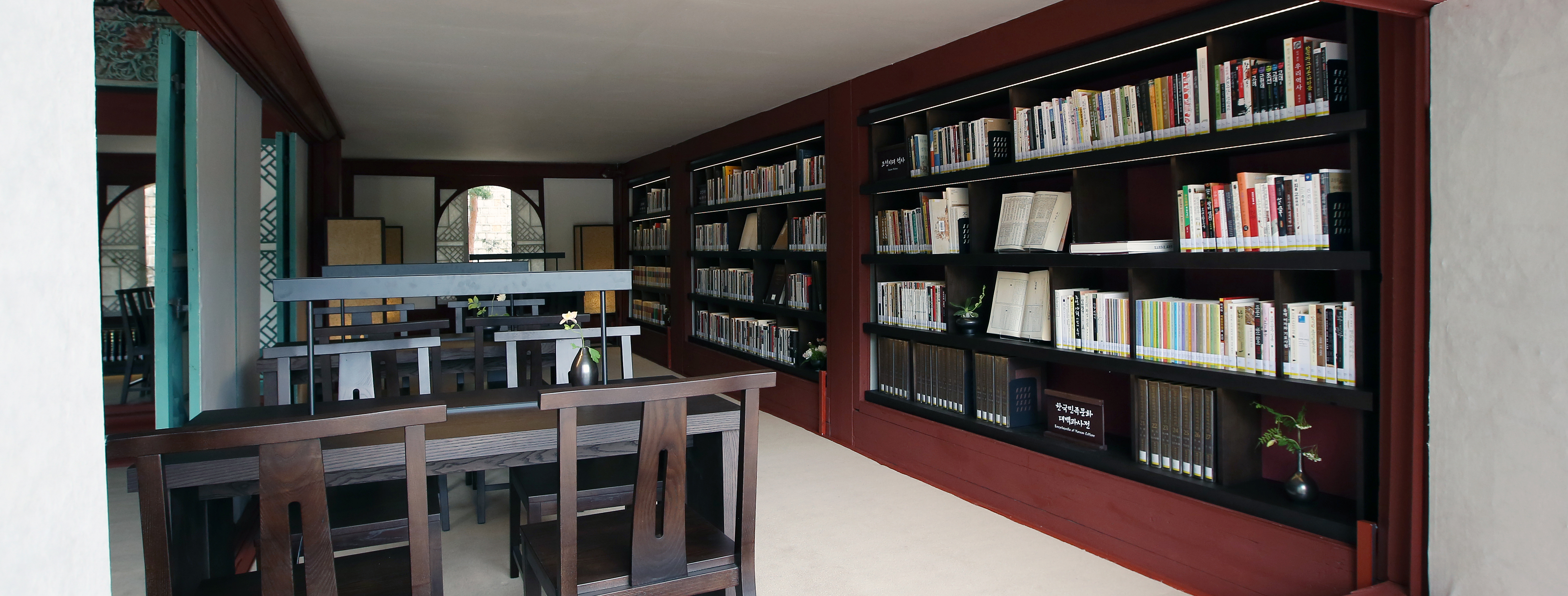